# Канал Брюгге — Остенде
Канал Брюгге-Остенде — канал длиной 24,6 км во Фландрии, Бельгия. Канал соединяет Северное море с водами Бельгии, проходящим между городами Остенде и Брюгге. В Брюгге, этот канал связан с тремя другими каналами: Гент — Брюгге, Дамме — Брюгге и каналом, ведущим к порту Зебрюгге. Средний расход воды в канале — 7,73 м³/с.
В XVI веке залив Звин, по которому осуществлялась доставка грузов в Брюгге, начал заиливаться. Кроме того, по итогам Восьмидесятелетней войны бельгийские провинции потеряли доступ от Гента к Шельде, в результате чего были вынуждены искать новые торговые пути. В 1613 году было выпущено распоряжение Альбрехта VII и Изабеллы Клары Евгении о строительстве каналов. В 1618 году началось строительство водного пути между Брюгге и Остенде. В начале сентября 1623 года канал был открыт.
Чемпионат Европы по гребле 1895 года проводился на канале в Остенде.